# 孙儒泳
孙儒泳（1927年6月12日—2020年2月14日），男，浙江宁波人，中国生态学家、教育家，中国科学院院士，曾任中国生态学学会理事长。

## 生平
1927年，出生于浙江宁波。先后就读于杨家学堂和崇信小学。抗战开始后，在老师的宣传与教育下，对中国时局有了认识与了解，懂得了国难深重，开始一改往日调皮的样子而变得忧心忡忡起来——于是他得了个外号，叫“老笋头”（意思是少年老成）。高年级时在校长张嘉德的影响下，兴趣越来越固定在数学和自然上。
1940年9月，考入县立三一中学。1940年10月27日,日本731部队向宁波闹市区投下了细菌炸弹，鼠疫爆发，给孙儒泳带来极大的心灵冲击（孙儒泳自述：“这件事对我刺激极大，但我当时没有半点恐惧，有的只是对日寇的刻骨仇恨。”），为日后多次参与鼠疫相关工作埋下伏笔。1941年4月19日，日军占领宁波，县立三一中学被迫解散。正在读初一年级的孙儒泳被迫辍学。1941年9月，一些热心的教育界人士为了帮助留在沦陷区的失学学生能继续学业，就办起了初中。为免遭日军骚扰，学校取名为“联合圣经学院”，表示这所学校乃英美宗教人士所举办。孙儒泳前往插班读初二。1942年3月，美日太平洋战争爆发，日寇公然进驻学校，联合圣经学院停办，孙儒泳再次失学回家。
1942年9月，浙江宁波高中师范在沦陷的宁波建立，孙儒泳顺利考取。1942年至1945年，在高中师范学校学习。期间与音乐老师李平之结下深厚师生情谊。1945年，日军战败，孙儒泳高师毕业，但国民政府对沦陷区学历不予承认。年底孙儒泳参加政府举办的沦陷区知识青年学习班，并参加甄别考试。等待考试结果期间，应宁波四明孤儿院小学的马式容老师的邀请，前往孤儿院教授国文和唱歌课。不久，李平之来信，告知孙儒泳甄别考试已顺利通过，并希望孙能到杭州去发展。孙儒泳在回信中表达了要上大学深造的意愿。1946年9月，在李平之的帮助下，孙儒泳来到上海唐山路小学教书。期间，白天忙于教学，晚上上夜校补习高中课程。
1947年，如愿被北平师范大学（今北京师范大学）生物系录取。1951年，毕业于北京师范大学生物学系。1952年至1953年，留校担任助教。1952年加入中国共产党。
1953年，被学校生物系推荐出国深造，留学苏联。1953年9月至1954年8月，在北京俄文专修学校（今北京外国语大学）留苏预备部突击学习一年俄语。1954年，进入莫斯科大学。与导师纳乌莫夫反复讨论后，选定“莫斯科省两种田鼠种群（或叫个体群）某些生态——生理特征的地理变异”为学位论文题目。1954年至1955年，第一次做关于相隔110公里的田鼠基础代谢率的一年四季的对比实验。秋季和春季的实验结果表明，莫斯科北部种群的耗氧量高于南部种群，两种田鼠都得出这个结果；在冬季和夏季，北、南两个种群间耗氧量却没有区别，而且也是两种田鼠得出同一结果。两结果引发了莫斯科大学教师的讨论与争议。1955年至1956年，第二次实验。通过提出“地理变化的季节相”的新概念，统一了原来不同的意见。1957年7月，前往哈萨克斯坦的阿拉木图鼠疫研究所进行科研考察。1958年7月，与钱国桢一起参加由莫斯科师范学院生物系教授巴尼科夫率领的科考小组，前往里海西北部的阿斯特拉罕地区，考察高鼻羚羊的分布和数量。1958年9月，通过论文答辩。1958年11月，获苏联国立莫斯科大学副博士学位。
1958年回国。中国兽类学老前辈寿振黄教授代表中国科学院动物研究所向其发出邀请，孙儒泳顾及自己是共产党员，应该无条件服从国家分配；且希望回报母校，于是回到了北京师范大学生物系。
1958年底，赶到小汤山中国医学科学院流行病研究所，自荐从事流行病的自然疫源地研究。正巧研究所应卫生部要求，将举办一期“自然疫源地学说和研究方法”的学习班，于所里让他讲授作为疾病宿主的啮齿类动物的生态学和研究方法。
1959年4月至9月，带领北师大生物系一名助教和两个四年级本科生，参加了中国医学科学院流行病研究所组织的“柴河林区森林脑炎自然疫源地”的野外调查工作。据这些研究，完成了三篇论文，均刊发在《动物学报》上。同年，被聘为《动物学报》编委。
1961年，应学校安排，开始教授综合动物学教改试验课；几个月后，考虑到孙儒泳的专长，学校让他改教动物生态学。届时，生态学在国内是一片空白，备课、编写讲义、编写实验指导、筹建实验室的工作落到了孙儒泳一人头上。当时他决定第一年先讲课，发试用讲义；第二年再在下一届讲一遍，同时修改讲义，最终正式定稿。这些讲义就是巨著《动物生态学原理》的前身。
1965年，被下派到山西武乡县涌泉公社白沟村参加农村“四清运动”。1966年，被召回北京。1973至1977年，随医科院流行病研究所到边疆地区参加灭鼠拔源和疫源地调查工作。
1978年，升任副教授。1984年，升任教授。1986年，担任博士生导师。同年，《动物生态学原理（第一版）》出版。

## 学术成就
- 以8个季节的实验资料，证明地理上相距仅110公里的两个种群间存在着静止代谢率的地理变异，它平行地出现于两种小啮齿类，生活在草甸中的普通田（Microtusarvalis）和森林中的欧鼦（Clethrionomysglareolus），从而为兽类提供了地理物种形成假说的生理生态学证据，同时，提出了地理变异季节相的新概念
- 研究长爪沙鼠（Merionesunguiculatus）代谢率随环境温度变化，发现静止代谢率与平均每日代谢率的变化率不同，提出以20℃下ADMR为主要参数的Weiner日能量收支（DEB）模型应予以修正
- 提出恒温动物的恒温能力的一个新指数，在应用上优于Ricklef指数
- 发现晚成性根田鼠的体温调节能力的胎后发育呈“S”型，可划分为三个时期[3]

## 著作
译作：《生态学》、《理论生态学》、《生态学基础》、《热带鱼类生态学》、《生态学 : 第二版》
原著：《近代的生态学》、《初中生物教师实验手册. 第二册》、《生物多样性的启迪》、《陆生脊椎动物生态学实验研究法》、《动物生态学原理》、《基础生态学》、《普通生態學》、《種群的科學管理與數學模型 : 動物的盛衰興亡》、《生物学家谈生物》

## 荣誉
1993年，评为中国科学院院士。

## 轶事
孙儒泳自述1948年至1951年对其影响深刻的老师：大二时全英文进行无脊椎动物学教学的张宗炳教授，促使孙儒泳养成了终生爱读英文版专业书籍的习惯；大三时将进化论与比较解剖学教学结合的郭毓彬教授，让孙儒泳感到“如醉如痴”；大四时留美归来用启发式教学的方式教动物生理学的汪堃仁教授，“让学生大有茅塞顿开、醍醐灌顶的感觉”。